# Primer Imperio mexicano

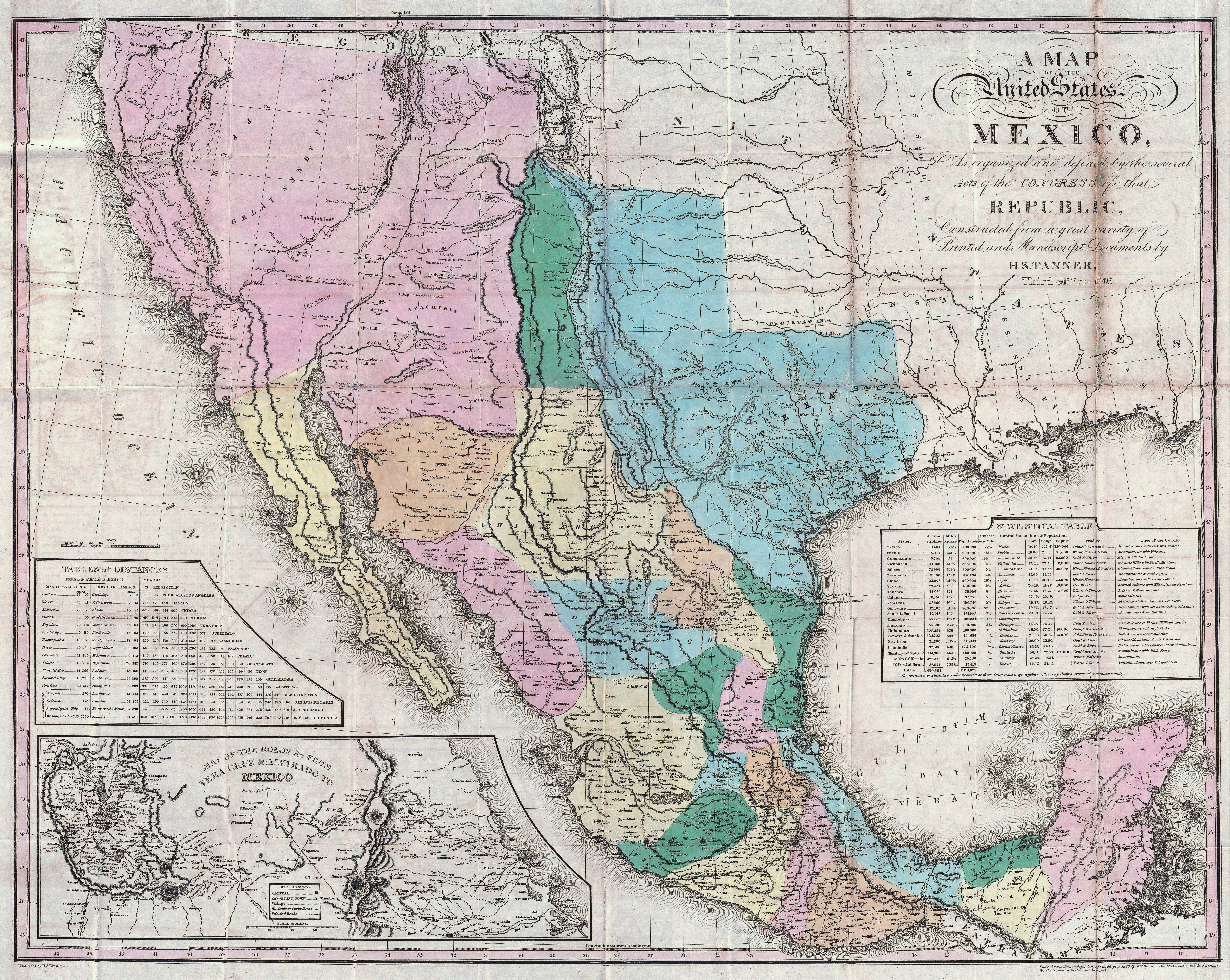
México (1821-1848)

El Imperio Mexicano fue un Estado que nació como resultado del movimiento independentista de Nueva España. Su periodo histórico comprende desde la firma de los Tratados de Córdoba en 1821 hasta la proclamación del Plan de Casa Mata y la instauración de la República Federal en 1823. México fue la única nación que adoptó un régimen monárquico después de su independencia de España. 

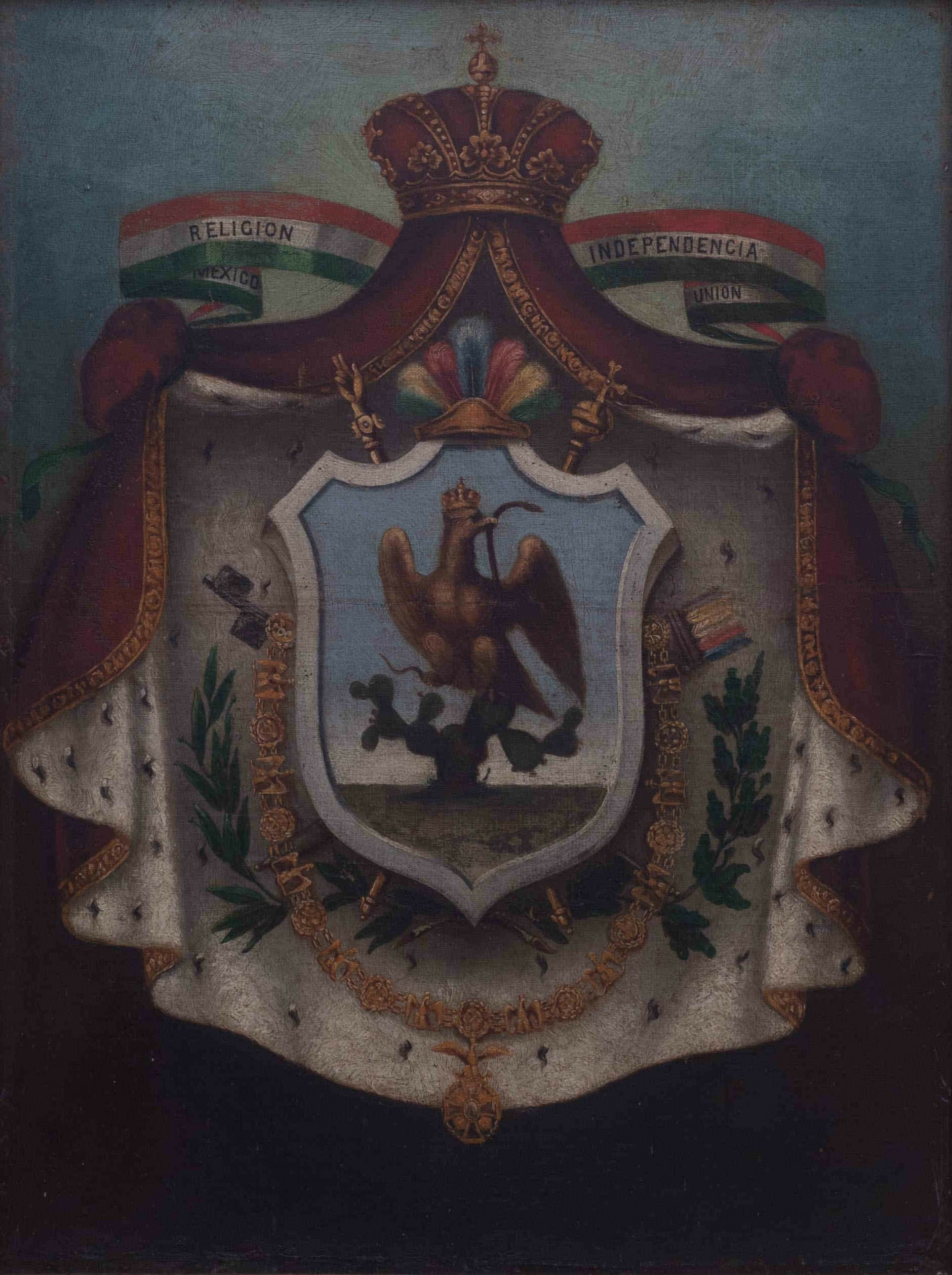
Escudo del Primer Imperio Mexicano (1821-1823) y de la Regencia del Segundo Imperio Mexicano (1863-1864). Óleo sobre tela,, Anónimo, INAH

Su territorio correspondió al antiguo Virreinato de Nueva España, con excepción de las capitanías generales de Cuba, Santo Domingo, Puerto Rico y Filipinas. Las provincias del antiguo Reino de Guatemala, militarmente reunidas bajo la Capitanía General de Guatemala, se anexaron después al Imperio mexicano. El primer y único monarca de este estado fue Agustín de Iturbide, quien gobernó con el nombre de Agustín I de México.
Como en 1863 se estableció un Segundo Imperio Mexicano, a este periodo se le conoce a veces como «Primer Imperio Mexicano»; no obstante ambos imperios no tienen relación directa.

## Antecedentes

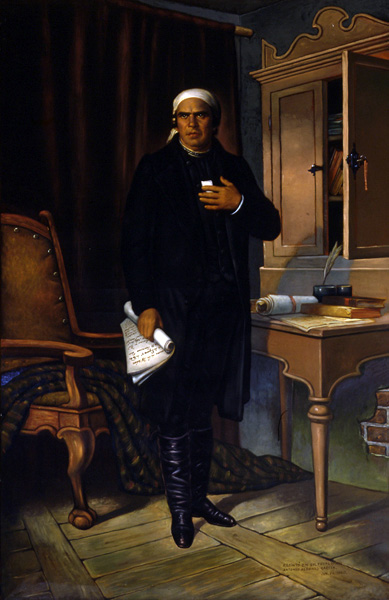
Morelos en una pintura de 1865.

La guerra de Independencia de México duró once años y distaba mucho de ser un movimiento homogéneo. Su propósito inicial era apoyar el regreso de Fernando VII como rey de España contra la invasión francesa, aunque después José María Morelos y Pavón y el resto de los caudillos insurgentes tomaron como causa la independencia total de Nueva España. La reacción española sofocó el ímpetu bélico de los primeros años. Después de la ejecución de Morelos, los insurgentes resistieron como guerrillas confinadas en pequeños territorios. Agustín de Iturbide se convirtió en el representante de una élite que vio amenazados sus intereses con la adopción de la Constitución de Cádiz. En vista de ello, decidieron pactar con los insurgentes y apoyar la separación de Nueva España.

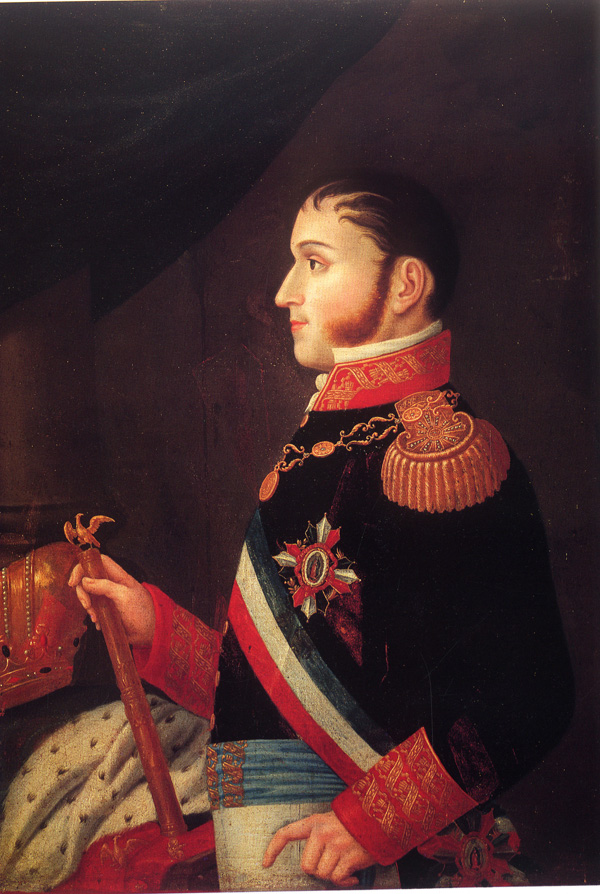
Agustín de Iturbide en un retrato del, tomado del libro: Guadalupe Jiménez Codinach, México. Su tiempo de nacer. 1750-1821.

En la ciudad de Córdoba se reunieron Agustín de Iturbide, jefe del Ejército Trigarante, y el último virrey que recién llegaba de España, Juan O´Donojú. Se encontraron para firmar la independencia del virreinato. El 24 de agosto de 1821, ambos personajes se reunieron en el Portal de Zevallos y firmaron los puntos denominados Tratados de Córdoba, en los que se reconocía la independencia y la soberanía del territorio que antes representaba la Nueva España. La frase célebre de aquel encuentro es Supuesta la buena fe y armonía con la que nos conducimos en este negocio; creo que será muy fácil cosa que desatemos el nudo sin romperlo, dicha por Agustín de Iturbide. 
Después de consumarse la independencia de México por medio del Plan de las Tres Garantías, la forma acordada de la organización de la naciente nación sería una monarquía constitucional, por lo que se funda el así llamado Imperio Mexicano, a la cabeza del cual queda Agustín de Iturbide. Este mismo fue elegido unánimemente Presidente de la Junta y luego Presidente de la Regencia del Imperio, pero por ser incompatible con el mando del ejército, y considerándose que debía conservar este último, se le nombró Generalísimo de las armas del imperio de mar y tierra. Después de la entrada del Ejército Trigarante, se disolvió el gobierno virreinal, y las fortalezas de Acapulco el 15 y Perote el 9 de octubre se rindieron. Aunque San Juan de Ulúa seguiría en poder español hasta el 23 de noviembre de 1825.
El previo virreinato de Nueva España pasó a ser una monarquía constitucional moderada llamada Imperio Mexicano. El Plan de Iguala, proclamado por Agustín de Iturbide amparaba tres garantías: la independencia de México, la conservación de la religión católica, y la unión de todos los habitantes de la Nueva España, refiriéndose a los mexicanos y españoles (después históricamente aplicado a los pueblos indígenas). El plan no cambiaba del todo la situación social del país, sólo la política, dando más poder a los criollos y a los mexicanos, pero invitando a un monarca europeo a tomar el trono del Imperio Mexicano. Ningún monarca lo haría, para evitar conflictos con España quien no reconocía la independencia de sus excolonias americanas. Por eso Agustín de Iturbide fue proclamado emperador de México.

## Historia
A este imperio se sumaron los que estaban recién independizados estados centroamericanos, por lo que geográficamente es en este período cuando el territorio mexicano alcanza su máxima extensión geográfica, desde el Territorio de Oregón (actual Estados Unidos) hasta Bocas del Toro en la actual Panamá (en aquel entonces parte de Costa Rica). El gobierno de Iturbide, sin un plan económico, duró solo nueve meses, y la rebelión republicana amparada por el Plan de Casa Mata tomaría el poder, instaurando el sistema republicano federal en México en 1824, dando fin al Primer Imperio, y el inicio de la Primera República Federal de los Estados Unidos Mexicanos amparada en la Constitución Federal de los Estados Unidos Mexicanos de 1824.

### Proclamación de Iturbide como emperador

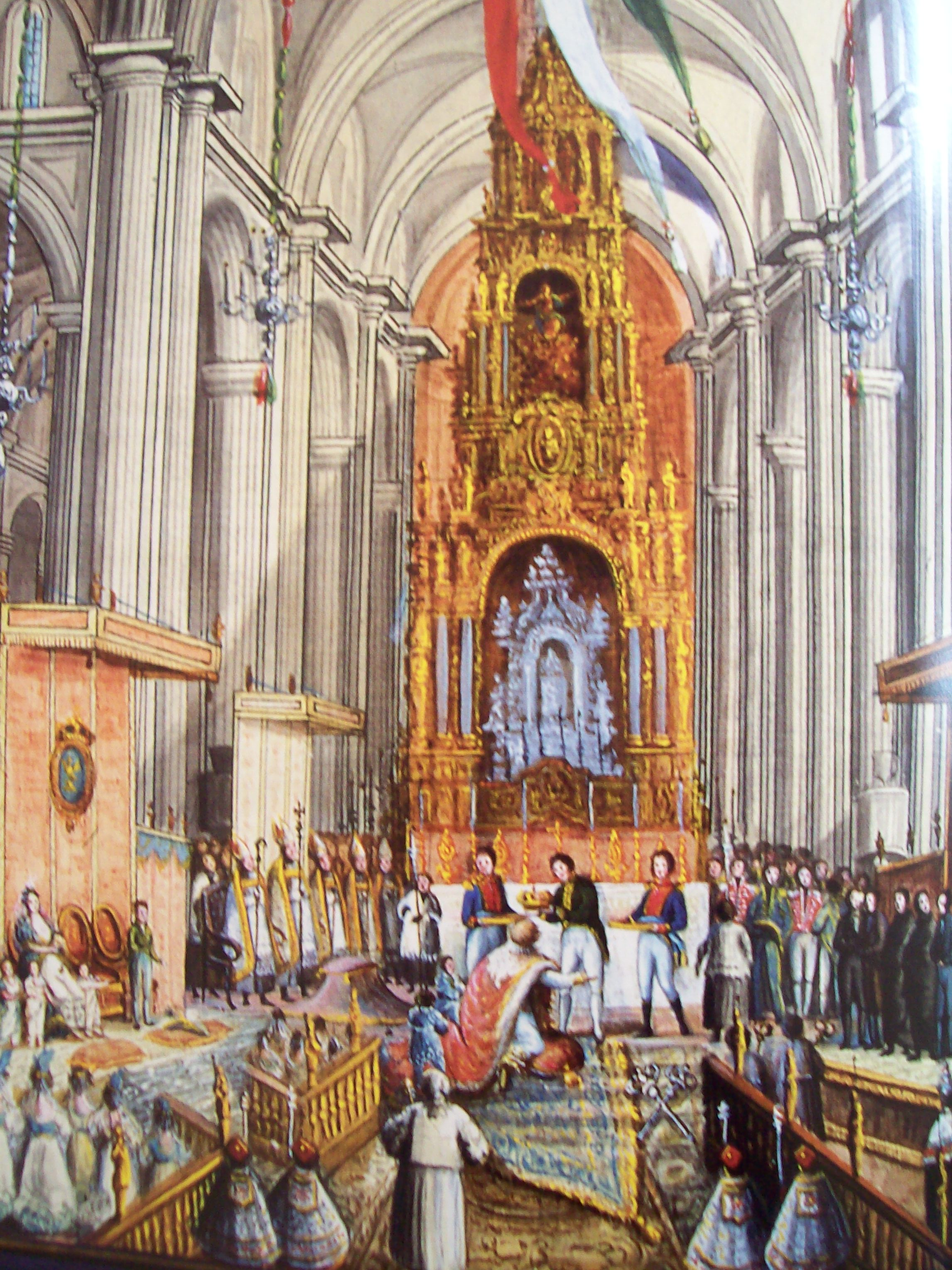
Coronación de Iturbide el 21 de julio de 1822.

Después de septiembre de 1821 Iturbide había quedado como Presidente de la Regencia, pero el trono seguía vacante, y el Plan de Iguala estipulaba un gobierno de monarquía moderada por un Congreso. La primera medida que se tomó fue crear una Junta Provisional de Gobierno que, como su nombre lo indica, se encargaría de gobernar hasta que hubiera un emperador. Acto seguido, se mandó una carta a Fernando VII en la que se le invitaba a él o uno de sus familiares a que aceptara el trono mexicano.  
Escaso tiempo pasó para que las diferencias ideológicas entre los mexicanos estallaran y muestra de ello fue el Congreso que se formó para que ostentara el poder legislativo. En su interior se podrían encontrar tres tendencias: monárquicos, republicanos y borbonistas.  
Los primeros -monárquicos- apoyaban la monarquía moderada que se había plasmado en el Plan de Iguala y los Tratados de Córdoba, y no les desagradaba la idea de que el propio Iturbide terminara coronándose como el emperador del país. Los republicanos, en su mayoría insurgentes que pelearon a la causa de 1811 y 1812, temían que el imperio se terminara convirtiendo en un común régimen absolutista que estuviera en las manos de Iturbide; ellos proponían copiar el patrón de gobierno de los Estados Unidos que hasta el momento iba funcionando muy bien. Los borbonistas estaban indecisos y divididos, estaban dispuestos a apoyar a cualquiera de estas opciones dependiendo de quién fuera el monarca y aclaraban que si el candidato no era un rey de la casa Borbón, preferirían inclinarse por un gobierno republicano.  
La situación empeoró cuando llegó la respuesta del rey de España en la que afirmaba que ni él y ninguno de sus familiares aceptarían el trono mexicano puesto que no reconocían la independencia de la Nueva España. La noticia cayó como balde de agua fría en México pues alteraba los planes que tenían. En cambio, los que más se alegraron fueron los iturbidistas, pues imaginaban a su líder como máximo gobernante del país. La noche del 18 de mayo de 1822 el sargento Pío Marcha encabezó una manifestación en la que participó una multitud fogosa que recorría las calles de la capital aclamando a Iturbide como emperador y gritando: "Viva Agustín I, emperador de México".
El 19 de mayo se reunió el Congreso, Iturbide manifestó que se sujetaría a lo que decidieran los diputados, representantes del pueblo, mientras tanto la gente aclamaba. El Congreso no podía contener a la multitud exaltada, y se dieron dos alternativas. El consultar a las provincias o proclamarlo inmediatamente. Iturbide insistió en la primera opción. Los diputados del Congreso votaron en secreto, el resultado fue de sesenta y siete votos a favor de hacerlo inmediatamente contra quince por consultar a las provincias. 
La coronación se llevó a cabo el día 21 de julio de 1822 en la Catedral de México, él y su esposa Ana María Huarte fueron nombrados emperador y emperatriz del Imperio mexicano. De igual modo la bandera del gobierno de Agustín Iturbide fue modificada por él mismo con franjas verticales con el orden de verde, blanco y rojo, además del águila real coronada sobre un nopal, en representación de la leyenda náhuatl.

### Disolución
En febrero de 1823, mediante el Plan de Casa Mata liderado por Antonio López de Santa Anna, se produjo una rebelión, también apoyada por Vicente Guerrero, quien había apoyado la coronación de Iturbide, en la que exigían que se reinstalara el Congreso, se anulara el Imperio de Agustín I y que la monarquía deviniera en República, implementada en 1824. Producido el Golpe de Estado, finaliza el mandato de Iturbide nueve meses más tarde, abdicando la corona en el Congreso el 19 de marzo de 1823, y se embarcó hacia Europa el 11 de mayo. Después de que el Imperio Mexicano fuera disuelto el 8 de abril del mismo año, las provincias centroamericanas decidieron para emanciparse de México crear su propia federación. No hay registro histórico de esfuerzos mexicanos de volver a tomar los territorios. En abril de 1824 el Congreso declaró traidor a Iturbide. El país se reorganizó y culminó con la creación de la Primera República Federal de México. Algunas décadas después un imperio nuevo sería establecido en territorio mexicano, con Maximiliano de Habsburgo como emperador. Como Maximiliano y su esposa, Carlota de Bélgica, no podían tener niños, decidieron darles privilegios especiales a dos de los nietos de Iturbide, tomándolos bajo su tutela y nombrándolos príncipes del Segundo Imperio Mexicano, herederos de Maximiliano para el caso de que este no tuviese descendencia legítima, siempre y cuando fallecieran después de la familia reinante, incluyendo a la Emperatriz, hecho que no sucedió.

### La guerra civil en Costa Rica
La participación costarricense dentro del Imperio Mexicano (conocido en la historiografía costarricense como Imperio de Iturbide) dividió al país entre aquellos que apoyaban la integración plena y eran leales a la Corona (conocidos como imperialistas o monárquicos) y los que buscaban la independencia plena (llamados republicanos). Las ciudades de San José y Alajuela dominadas por una burguesía liberal favorecían la República mientras que la aristocracia conservadora dominante en Cartago (entonces capital) y Heredia veían en el Imperio la forma de mantener sus privilegios. Esto provocó el primer golpe de Estado en la historia costarricense cuando el monárquico Joaquín de Oreamuno y Muñoz de la Trinidad derroca al gobierno el 29 de marzo de 1823 y anexa al país. Debido a que Cartago era la capital oficial Costa Rica fue incluida como parte del Imperio Mexicano, si bien dentro del país. San José y Alajuela no reconocieron la anexión. Aun así se realizaron elecciones para escoger los diputados que representarían a Costa Rica ante el Imperio Mexicano, pero la disolución del Congreso antes de que los diputados electos dejaran el país enfrió las relaciones y redujo el apoyo popular hacia el Imperio. La guerra civil estallaría entre los bastiones republicanos de San José y Alajuela y los imperialistas de Cartago y Heredia con el triunfo republicano el 5 de abril de 1823 en la Batalla de Ochomogo, fecha para la cual el Imperio se había disuelto (sin que los monárquicos lo supieran aún).

## Gobierno y política
En el momento en que España no aceptó enviar un príncipe, se hicieron dos regencias en las que Iturbide era presidente. Después de estas regencias gobernó Iturbide.
Al día siguiente de la entrada del Ejército Trigarante a la Ciudad de México, se instaló el 28 de septiembre de 1821 la Junta Provisional Gubernativa compuesta por 34 personas la cual, después de decretar el Acta de Independencia del Imperio Mexicano, decidió dividir los poderes del nuevo imperio. De esta manera, la junta se asignó las tareas del poder Legislativo y nombró una regencia en quien depositaría el poder Ejecutivo compuesta por Agustín de Iturbide como presidente; Juan O'Donojú como primer regente; y Manuel de la Bárcena, José Isidro Yáñez y Manuel Velázquez de León como 2°, 3° y 4° regentes, respectivamente; quedando así consumada la Independencia de México.
A continuación se muestra una tabla con los participantes de la regencia y Agustín de Iturbide:

### Regencias (1821-1822)
| Cargo                     | Regencia de 1821                                                                      | Regencia de 1821 | Regencia de 1822                                                              | Regencia de 1822 |
| ------------------------- | ------------------------------------------------------------------------------------- | ---------------- | ----------------------------------------------------------------------------- | ---------------- |
| Presidente de la Regencia | Agustín de Iturbide (1783-1824) 28 de septiembre. de 1821 - 11 de abril de 1822       |                  | Agustín de Iturbide (1783-1824) 11 de abril de 1822 - 18 de mayo de 1822      |                  |
| Consejero                 | Juan O'Donojú (†) (1762-1821) 28 de septiembre de 1821 - 8 de octubre de 1821         |                  | Miguel Valentín y Tamayo (1779-1843) 11 de abril de 1822 - 18 de mayo de 1822 |                  |
| Consejero                 | Antonio Joaquín Pérez Martínez (1763-1829) 9 de octubre de 1821 - 11 de abril de 1822 |                  | Miguel Valentín y Tamayo (1779-1843) 11 de abril de 1822 - 18 de mayo de 1822 |                  |
| Consejero                 | Manuel de la Bárcena (1768-1830) 28 de septiembre de 1821 - 11 de abril de 1822       |                  | Nicolás Bravo (1786-1854) 11 de abril de 1822 - 18 de mayo de 1822            |                  |
| Consejero                 | Manuel Velázquez de León y Pérez (¿-?) 28 de septiembre de 1821 - 11 de abril de 1822 |                  | Manuel de Heras Soto (1780-1837) 11 de abril de 1822 - 18 de mayo de 1822     |                  |
| Consejero                 | José Isidro Yáñez (1770-1851) 28 de septiembre de 1821 - 11 de abril de 1822          |                  | José Isidro Yáñez (1770-1851) 11 de abril de 1822 - 18 de mayo de 1822        |                  |

### Emperador (1822-1823)
Agustín de Iturbide, presidente del Consejo de Regencia, fue proclamado Emperador por el Congreso Constituyente, apoyado por el pueblo y el ejército. Tras el descubrimiento de una conspiración, Iturbide disolvió el Congreso, lo que originó tensiones que derivaron en el descontento de la clase política mexicana. Poco después, Santa Anna proclamó la República; Iturbide reinstaló el Congreso y abdicó ante él.
| Casa de Iturbide (1822-1823) |  |                       |                    |                     |                                              |
|                              |  | Agustín I (1783-1824) | 19 de mayo de 1822 | 19 de marzo de 1823 | Ana María Huarte (1786-1861) casados en 1805 |

## Organización territorial

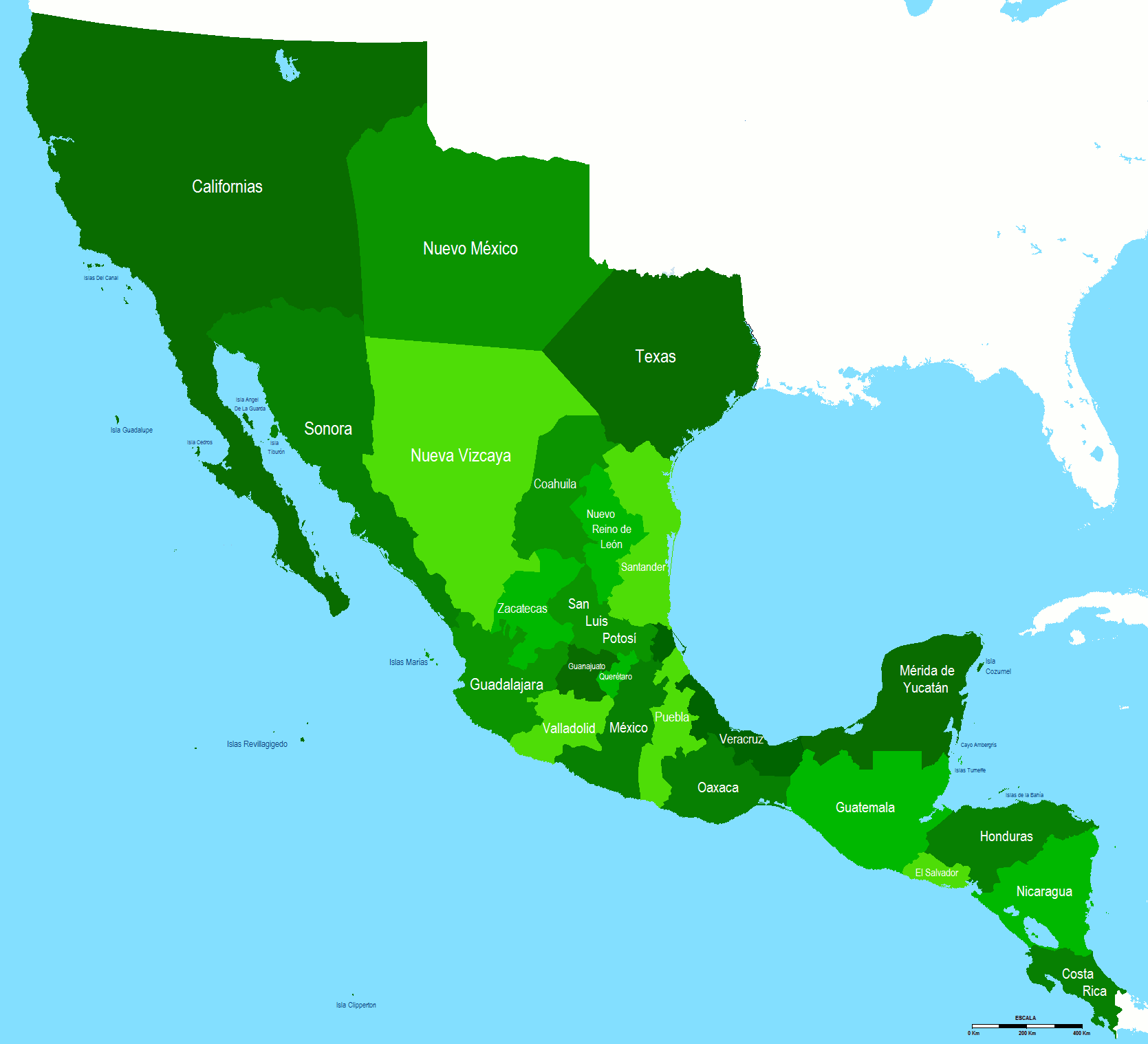
División política del Primer Imperio Mexicano en 1822.

Bajo el gobierno de Agustín de Iturbide México tuvo su mayor extensión territorial, ganando las anexiones más o menos voluntarias de otras provincias que habían declarado su independencia de España. Provincias que podían no depender militarmente del virreinato de Nueva España, aunque sí políticamente. El Imperio mexicano busca por solicitud de Iturbide la anexión de las provincias del Reino de Guatemala declaradas independientes de España.
Por el sur Yucatán y Chiapas también se declararon independientes y luego solicitaron su anexión. Por el norte, Nuevo México, la Alta California, Texas y Nuevo León lograron su independencia y como dependencias políticas del Virreinato de la Nueva España se unieron al Imperio. Para finales de 1822, la bandera de las tres garantías ya ondeaba desde Panamá en el sur, hasta el enorme territorio que comprende una línea imaginaria entre la Alta California hasta el río Misisipi. Únicamente quedaban afuera del Imperio, la parte central de la Intendencia de San Salvador, dominada por la misma ciudad de San Salvador, la cual fue anexada el 9 de febrero de 1823, y también San Vicente.
Sin embargo, al término del gobierno monárquico de Agustín de Iturbide y la ocupación militar parcial de Centroamérica, las provincias de esta región, dominadas ya por los liberales, se declararon independientes; solo Chiapas, después de un breve periodo como nación soberana, decidió incorporarse en 1824 a los Estados Unidos Mexicanos, que ya habían adoptado un modelo republicano federal y presidencialista.[cita requerida]
Las 24 Provincias en que se dividió el Imperio fueron:
| - Las Californias - México - Nuevo México - Texas - Nueva Vizcaya - Coahuila - Nuevo Reino de León - Nuevo Santander - Sonora - Zacatecas - San Luis Potosí - Guanajuato | - Querétaro - Puebla - Guadalajara - Oaxaca - Mérida de Yucatán - Valladolid - Veracruz - Guatemala - El Salvador - Honduras - Nicaragua - Costa Rica |
| --- | --- |

### Declaraciones
Estas publicaciones fueron expuestas a la Secretaría de Relaciones Exteriores, México, 1922;
- De Nicaragua, Sr. Doctor Don Ramón Solórzano..La antigua provincia de Nicaragua, Excmo. Señor, comparte en estas festividades, no solo en su carácter de invitada de honor, sino también como anfitrión espontáneo, con el corazón lleno de alegría y gratitud, porque ella celebra este mismo mes el Centenario de su Independencia y recuerda la injerencia [sic] que tuvieron los Patriotas mexicanos quienes favorecieron el nacimiento de la Federación de las Provincias Unidas de la América Central. La sangre derramada por vuestros héroes en tan cruenta y larga lucha, abonó el árbol de la Libertad que floreció simultáneamente en Vuestra capital y en la ciudad de Guatemala, en el mes de septiembre de 1821

- De Venezuela, Sr. D Eudóro Urdaneta.."...hoy se celebra la entrada a México del Ejército Trigarante, el que, al son de épicas fanfarrias, y después de once años de cruentas luchas, anunciaba al mundo los albores de la joven nación independiente".

- De Guatemala, Sr. Doctor Don Luis Felipe Obregón.."Difícil es para mi expresaros fielmente la sinceridad con que el pueblo y el gobierno de Guatemala palpitan en un solo corazón con el Pueblo y el gobierno de México, en la ocasión solemne de conmemorar la epopeya consumada en 1821; pues además de que las glorias mexicanas encontraron siempre eco en el alma del Continente, mi Patria, como sabéis, celebra en estos mismos momentos el Primer Centenario de su Independencia Nacional"

- De Honduras, Sr. Doctor Don Manuel Ugarte..."México y Centroamérica, desorientados en la nueva situación política, para la cual no estaban preparados, tuvieron un imperial deslumbramiento, y Honduras, como fracción de las que luego fueron provincias unidas de Centroamérica, se unió al Plan de vuestro general Iturbide: aún guardáis bajo vuestra bandera territorios centroamericanos que se sumaron espontáneamente a vuestra República..."

- De Costa Rica, Sr. Don Ricardo Fernández... "Consumada simultáneamente la Independencia de México y de Centroamérica, una misma bandera cobijó al principio las seis naciones hermanas, que no debieron separarse nunca y que algún día habrán de unirse de nuevo."

## Símbolos
| Símbolos nacionales del Primer Imperio mexicano |         | |
| Años                                            | Símbolo | Información |
| 1821 - 1823                                     |         | Primera bandera nacional. Utilizada durante el Primer Imperio mexicano de Agustín de Iturbide, según Orden de la Soberana Junta Provisional Gubernativa del 2 de noviembre de 1821, que establece «que el pabellón nacional y banderas del ejército deberán ser tricolores, adoptándose los colores verde, blanco y encarnado en franjas verticales, y dibujándose en la blanca una águila coronada», nótese que el escudo no lleva una serpiente ni una corona de ramas de laureles u olivas. |
| 1822 - 1823                                     |         | Escudo grande del Imperio mexicano. El Decreto de la Soberana Junta Gubernativa del Imperio, fechado el 7 de enero de 1822 y establece que "las Armas del Imperio para todas las clases de sellos sean solamente el nopal nacido de una peña que sale de la laguna, y sobre él parada en el pie izquierdo un águila con corona imperial". |
| 1822 - 1823                                     |         | Escudo personal de Agustín I. El blasonamiento es el siguiente: "En campo de Plata perfilado en Oro, el Águila Mexicana Coronada Imperialmente al natural, parada sobre su garra diestra sobre un nopal en sinople y florado en gules, nacido de una peña que brota del agua. Yelmo de Soberano coronado Imperialmente y con lambrequines al interior en plata y al exterior alternando sinople y gules. Acolados al blasón la Cruz de la Independencia de primera clase y época y el collar de la Orden Imperial de Nuestra Señora de Guadalupe. Manto imperial de gules timbrado con corona imperial y por divisa "Independencia, Religión y Unión". |